# Тепелевский сельсовет
Тепелевский сельсовет — муниципальное образование (сельское поселение) в составе Дальнеконстантиновского района Нижегородской области. Административный центр — село Тепелево.

## История
Статус и границы сельского поселения установлены Законом Нижегородской области от 15 июня 2004 года № 60-З «О наделении муниципальных образований - городов, рабочих посёлков и сельсоветов Нижегородской области статусом городского, сельского поселения».

## Население
| 2002  | 2010  | 2012  | 2013  | 2014  | 2015  | 2016  |
| ----- | ----- | ----- | ----- | ----- | ----- | ----- |
| 1528  | ↘1339 | ↗1389 | ↗1407 | ↘1400 | ↘1385 | ↘1347 |
| 2017  | 2018  | 2019  | 2020  | 2021  |       |       |
| ↘1322 | ↘1300 | ↗1304 | ↘1266 | ↘1083 |       |       |

## Состав сельского поселения
| № | Населённый пункт | Тип населённого пункта       | Население |
| - | ---------------- | ---------------------------- | --------- |
| 1 | Камаиха          | посёлок                      | ↘5        |
| 2 | Кудрино          | деревня                      | ↘15       |
| 3 | Кужадон          | деревня                      | ↘72       |
| 4 | Лазазей          | деревня                      | ↘396      |
| 5 | Лубянцы          | село                         | ↘96       |
| 6 | Маликово         | село                         | ↘95       |
| 7 | Старое Тепелево  | деревня                      | ↘13       |
| 8 | Тепелево         | село, административный центр | ↗647      |